# Історія кохання, або Новорічний розіграш
«Історія кохання, або Новорічний розіграш» - російський комедійний художній телефільм Сергія Ляліна, що вийшов в 2008 році.

## Зміст
Історія, показана у фільмі, сталася під Новий рік. Успішний молодий бізнесмен - Роман Інсаров, президент великого банку в Москві, приїжджає на відкриття філії в Сибір. Там він зустрічається з симпатичною незнайомкою на міській вулиці. 
Через прикру помилку дівчина приймає Романа за бандита, який пограбував ювелірний магазин, і колишня подруга Романа починає мстити йому. Проте Роман і його друг знаходять вихід з ситуації, що склалася, і в результаті все закінчується дуже добре.

## Ролі
| Актор                 | Роль              |
| --------------------- | ----------------- |
| Єгор Бероєв           | Роман             |
| Єва Авєєва            | Поліна            |
| Марина Дюжева         | мама Поліни       |
| Олександр Єфімов      | Олег              |
| Анатолій Котенев      | дядя Коля         |
| Геннадій Ільїн        | Степан Ілліч      |
| Роман Володькін       | бармен            |
| Юлія Кузюткіна        | Людмила           |
| Катерина Жівоглядова  | подруга Людмили   |
| В'ячеслав Кирилич     | Карпов            |
| Юрій Бондаренко       | саксофоніст Саша  |
| Михайло Паздніков     | грабіжник         |
| В'ячеслав Хархота     | грабіжник         |
| Леонід Платонов       | водій грабіжників |
| Олександр Фадіев      | ювелір            |
| Олександр Кусков      | охоронець Олега   |
| В'ячеслав Соловиченко | начальник УГРО    |
| Ольга Обухова         | Снігуронька       |
| Анна Сидорова         | секретар          |
| Наталя Демидова       | диктор ТВ         |

## Знімальна група
- Режисер — Сергій Лялін
- Сценарист — Тетяна Бронзовая
- Продюсер — Павло Бабин, Михайло Чурбанов
- Композитор — Олександр Пантикін